# SDSS J120602.51+281328.7
SDSS J120602.51+281328.7 ist möglicherweise ein Brauner Zwerg der Spektralklasse T3 im Sternbild Coma Berenices. Er wurde 2006 von Kuenley Chiu et al. entdeckt.